# 圣彼得堡国立航空航天仪器大学

圣彼得堡国立航空航天仪器大学（英语缩写为SUAI；俄语为ГУАП）是位于俄罗斯圣彼得堡的一所拥有13个院系的大学。院系致力于创新管理、航空航天工程、电子工程、能源开发、计算机科学、电信、人文、军事学、经济学、法学以及远程教育和最近收购的学院的特殊院系。
该大学拥有多座建筑和校园，其中两座位于切斯马教堂附近。主楼位于莫伊卡河畔，河对岸矗立着尤苏波夫宫建筑。SUAI的一个校区位于伊万哥罗德，靠近爱沙尼亚边境。

## 学院
| 名称                         | 建立年份  | 部门数量 |
| ---------------------------- | --------- | -------- |
| 创新与硕士基础训练研究所     | 2008      | 5        |
| 航空航天设备与系统研究所     | 1941      | 4        |
| 无线电工程、电子与电信研究所 | 1945      | 4        |
| 机电与能源开发创新技术研究所 | 1962      | 2        |
| 计算机系统和计算机编程研究所 | 1962      | 4        |
| 信息系统与信息安全研究所     | 2005      | 4        |
| 人文学院                     | 1991      | 4        |
| 军事教育研究所               | 2001      | 2        |
| 商业技术研究所               | 1986      | 5        |
| 法学院                       | 1994      | 6        |
| 开放远程学习学院             | 1951      | 2        |
| 附加专业教育学院             | 1969      | 2        |
| 职业教育学院（两个联合学院） | 1930/2009 | 5        |
| 伊万哥罗德校区               | 2000      | 6        |

## 历史
1941年该学院“列宁格勒航空学院”成立。1945年该研究所改组为“列宁格勒航空仪表研究所”。1992年，列宁格勒航空航天仪器研究所通过了国家认证，并获得了新的地位——圣彼得堡国立航空航天仪器学院。
1998年，圣彼得堡国立航空航天仪器学院通过了国家认证，并获得了新的地位——圣彼得堡国立航空航天仪器大学。

## 大学学术人员抄袭案
俄罗斯公民活动网站dissernet.org发布了一项调查，显示SUAI现任院长安托希娜教授的副博士学位论文存在大量抄袭行为。

## 校长
| 名称                                                              | 生卒年        | 任期          |
| ----------------------------------------------------------------- | ------------- | ------------- |
| 费奥多尔·彼得罗维奇·卡塔耶夫 Фёдор Петрович Катаев                | 1901年—1988年 | 1941年—1952年 |
| 德米特里·杰米扬诺维奇·阿克肖诺夫 Дмитрий Демьянович Аксёнов       | 1909年—1989年 | 1952年—1961年 |
| 亚历山大·亚历山德罗维奇·卡普斯京 Александр Александрович Капустин | 1920年—1978年 | 1961—1978年   |
| 阿纳托利·彼得罗维奇·卢科什金 Анатолий Петрович Лукошкин           | 1929年出生    | 1978年—1999年 |
| 阿纳托利·阿尔卡季耶维奇·奥沃坚科 Анатолий Аркадьевич Оводенко     | 1947年出生    | 1999年—2014年 |
| 尤利娅·阿纳托利耶夫娜·安托希娜 Юлия Анатольевна Антохина          | 1976年出生    | 自2014年      |

## 著名校友
- 阿纳托利·叶戈罗维奇·格卢申科夫，第一位民选斯摩棱斯克州州长（1993-1998）
- 格奥尔基·谢尔盖耶维奇·波尔塔夫琴科，圣彼得堡州长
- 安德烈·阿纳托利耶维奇·图尔恰克（俄语：Турчак, Андрей Анатольевич），普斯科夫州州长

## 著名教师
- 尤里·瓦西里耶维奇·古利亚耶夫（俄语：Гуляев, Юрий Васильевич），苏联科学院正式院士（1984年至1991年）、俄罗斯科学院院士（自1991年起）
- 尼古拉·尼古拉耶维奇·克拉西利尼科夫（俄语：Красильников, Николай Николаевич），教授，俄罗斯联邦政府教育奖获得者（2009年）